# Phyodesmus montrado
Phyodesmus montrado är en mångfotingart som beskrevs av Cook 1896. Phyodesmus montrado ingår i släktet Phyodesmus och familjen Platyrhacidae. Inga underarter finns listade i Catalogue of Life.